# Tioughza
Tioughza (en àrab تيوغزة, Tiyūḡza; en amazic ⵜⵉⵡⵖⵣⴰ) és una comuna rural de la província de Sidi Ifni, a la regió de Guelmim-Oued Noun, al Marroc. Segons el cens de 2014 tenia una població total de 10.577 persones.